# Barney Bubbles
Barney Bubbles, de son vrai nom Colin Fulcher, né le 30 juillet 1942 à Whitton dans le Middlesex (Angleterre) et mort par suicide le 14 novembre 1983 dans le Grand Londres, est un graphiste anglais.

## Travaux
Graphiste, peintre, réalisateur de vidéos, il est surtout connu pour son travail sur les pochettes de disques pour des labels indépendants anglais dans les années 1970 et le début des années 1980, avec des clients comme Stiff Records, Radar Records, Billy Bragg, Elvis Costello, The Damned, Ian Dury, Hawkwind, Nick Lowe et The Specials, par exemple. Il était un proche collaborateur du photographe Brian Griffin.
Il a fondé un groupe appelé The Imperial Pompadours pour un album intitulé Ersatz (1982 sur Pompadour), avec des standards de garage rock, joué par Nik Turner, Inner City Unit et des invités, et un long morceau, Insolence across the Nation, écrit par Robert Calvert.
Il s'est suicidé au gaz le 14 novembre 1983.

## Hommages
Le 29 novembre 2009, un concert hommage a eu lieu au 229 Club à Londres avec The Hawklords (Adrian Shaw, Alan Davey, Harvey Bainbridge, Jerry Richards, Martin Griffin, Nik Turner, Ron Tree, Steve Swindells et Terry Ollis), Quintessence, Brian James des The Damned avec The Brian James Gang, Nik Turner avec Inner City Unit, The Imperial Pompadours, Jerry Fitzgerald et Lol Coxhill ‘Fre-Ex’, Trikimiki et DJ Jeff Dexter.
Paul Gorman, auteur d'une biographie sur Bubbles, a présenté l'exposition Process: The working practices of Barney Bubbles à la London gallery Chelsea Space du 14 septembre au 23 octobre 2010. Gorman a aussi présenté une exposition, Barney Bubbles: The Past, The Present & The Possible, dans le cadre de White Noise : quand le graphisme fait du bruit, dirigée par les commissaires Sophie Demay et Étienne Hervy, lors du 23e Festival international de l'affiche et du graphisme de Chaumont en 2012.